# Мёрнер, Уильям
Уильям Мёрнер (англ. William Esco Moerner; род. 24 июня 1953 года, Плезантон, штат Калифорния, США) — американский учёный-химик, профессор химии и прикладной химии в Стэнфордском университете. Обладатель докторской степени по химии (Корнеллский университет, 1982), один из лауреатов Нобелевской премии по химии 2014 года (за разработку флуоресцентной микроскопии).
Член Национальной академии наук США (2007).

## Награды
- 2001 — Earle K. Plyler Prize for Molecular Spectroscopy[англ.]
- 2008 — Премия Вольфа по химии
- 2009 — Премия Ирвинга Ленгмюра[англ.]
- 2013 — Премия Петера Дебая[англ.]
- 2014 — Нобелевская премия по химии
- 2018 — Почетный профессор Московского Педагогического Государственного Университета[8][9]

## Общественная деятельность
- В 2016 году подписал письмо с призывом к Greenpeace, Организации Объединенных Наций и правительствам всего мира прекратить борьбу с генетически модифицированными организмами (ГМО)[10][11][12].
- 9 сентября 2019 года принял участие в совместном заседании Председателя правительства РФ Д.А.Медведева с нобелевскими лауреатами, руководителями химических обществ, представителями международных и российских научных организаций в рамках ХХI Менделеевского съезда по общей и прикладной химии, приуроченного к Международному году периодической таблицы элементов (IYPT) [13][14][15]